# Nationella rörelsen (Polen)
Nationella rörelsen (polska: Ruch Narodowy, RN) är ett nationalistiskt och högerextremt polskt parti grundat 2012 som en valallians mellan en rad nationalistiska och konservativa organisationer, däribland nationaldemokratiska National-radikala lägret, libertarianska Realpolitiska förbundet och militant katolska Allpolsk ungdom, för vilket partiledaren Robert Winnicki tidigare var ordförande. I valet 2015 samarbetade RN med högerpopulistiska Kukiz'15, och delegater från RN sitter på ungefär en fjärdedel av partiets platser i Sejm.
Internationellt står RN nära partier som Jobbik och Forza Nuova. Partiets program blandar nationalistiska idéer med libertarianska, och bland annat vill man avskaffa välfärden och förenkla tillgången till vapen. National-radikala lägret, som deltar i valalliansen, har gjort sig kända för antisemitiska aktioner medan Allpolsk ungdom kategoriserats som grovt homofobisk av Amnesty sedan de attackerat Prideparaden i Warszawa.